# 字林
《字林》(c. 350)共七卷，晉人吕忱撰。其中共有12824个字头，依《说文》540部首系统为顺序。在汉语辞书学史上，《字林》是仅次于《说文解字》(121；9353字)和《玉篇》(c. 543；12158字)的辞书。

## 文本
吕忱编《字林》本是《说文解字》的增补，增加了3千余个不常用字和异体字。Yong & Peng将《字林》描述为“比《说文》更有影响力的字典。:186
吕忱的弟弟呂靜也是辞书学家，编写了《韵集》。除他们编写的辞书以外，我们对兄弟二人知之甚少。
日本几部国语辞典也以“林”起名，如《大辞林》(1988)和《大漢語林》(1992)。

## 历史
《字林》在南北朝时期很流行，当时“中国辞书进入到了探索与发展的阶段。新的辞书类型越来越多，格式与风格上的探索有待突破。”:275
南朝宋扬州人吳恭曾首先为《字林》作注，即《字林音義》5卷。

江式是北魏知名书法家、金石学家，《魏书·江式传》(554)提及了他的《論書表》(514)，其中江式提到《字林》。义阳王石鑒(r. 349–350)被封于任城郡(今日兖州区)，吕忱献《字林》6卷。
晋世义阳王典词令任城吕忱表上《字林》六卷，寻其况趣，附托许慎《说文》。而按偶章句，隐别古籀奇惑之字，文得正隶，不差篆意。:186
总体而言，《字林》循《说文解字》给小篆字头和隶书释义的形式。
北齐学者颜之推《顏氏家訓·音辞》(581)批评了《字林》的注音。
《隋书·潘徽传》(636)批评了《仓颉篇》、《急就章》、《说文解字》和《字林》，赞美了《声类》和《韵集》：
且文讹篆隶，音谬楚夏，《三苍》、《急就》之流，微存章句，《说文》、《字林》之属，唯别体形。至于寻声推韵，良为疑混，酌古会今，未臻功要。末有李登《声类》、吕静《韵集》，始判清浊，才分宫羽，而全无引据，过伤浅局，诗赋所须，卒难为用。(76):161
《隋书·艺文志》也载吕忱《字林》7卷，吳恭曾《字林音義》5卷。
直到唐朝，《字林》“地位和《说文解字》一样重要”，但稍后亡佚。顏元孫(？-732)撰《干禄字书》，即用《字林》为定正体的标准。
中唐封演《封氏聞見記》(c. 770)：“晉呂忱撰《字林》七卷，亦五百四十部，凡一萬二千八百二十四字。”(2:244)。所有《说文解字》系字典中，吕忱的最有用。
最后一版《字林》在元朝之前佚失，《宋史·禮五》(1343)只提到了一次《字林》，是在一次对车的种类的讨论中，引《字林》称𫐌車有帷幔无轅，而輜車有辕。
清朝学者从各传世文献中搜集到《字林》引语和一些《字林》残卷。如《康熙字典》(1716)引其注释和读音180余次。任大樁(1738–1789)编8卷《字林考逸》15000余字，稱“《字林》实承《说文》之绪，开《玉篇》之先”。陶方琦(1845–1884)编《字林考逸補本》。

## 阅读更多
- Yip, Po-ching (2000), The Chinese Lexicon: A Comprehensive Survey, Psychology Press.